# Ogcocephalus nasutus

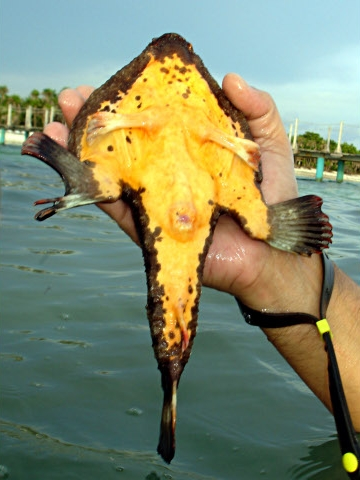
Vista del abdomen.

El pez murciélago común, diablo, murciélago tapacaminos, Morocochongo (en México) o pez-diablo ñato (en Cuba), es la especie Ogcocephalus nasutus, un pez marino de la familia Ogcocephalidae distribuido por la costa oeste del océano Atlántico, desde Florida hasta el norte de Brasil, así como por el mar Caribe y el golfo de México. Rara vez es pescado como alimento.

## Anatomía
La longitud máxima del cuerpo es de 38 cm; sin espinas en las aletas. Todo el cuerpo y la cabeza están recubiertos de tubérculos cónicos. Las aletas pectorales de color negro a la distancia, siendo el vientre de color pardo brillante.

## Hábitat y forma de vida
Suele vivir asociado a arrecifes de aguas tropicales, en aguas poco profundas entre 0 y 305 metros. Habita tanto los suelos arenosos como las zonas rocosas de coral y las praderas de algas, donde se alimenta de moluscos, crustáceos, peces, gusanos poliquetos y algas.